# Sivia
Sivia es una ciudad peruana menor de octavo rango, capital del distrito de Sivia, ubicado en la provincia de Huanta en el departamento de Ayacucho. Está ubicada a orillas de río Apurímac, en la zona del VRAEM. En la ribera opuesta se halla el centro poblado de Nuevo Ccatunrumi del distrito de Pichari. La ciudad de Sivia alcanzará los 6,094 habitantes al 2025.

## Historia
Sivia fue originalmente un caserío que se organizó como un centro poblado después de los años 70, sobre todo en tiempos en que arreciaba el terrorismo por la acción de Sendero Luminoso. La población se concentró sobre todo alrededor de la Misión católica atendida por franciscanos españoles, quienes a comienzos de los años 90 abandonaron la región.
El 6 de noviembre de 1992 Sivia se convirtió en la capital del distrito de Sivia, el cual comprendía los centros poblados de Triboline, San Juan de Matucana, Guayaquil, Llochegua, Canayre, Mayapo, Puerto Amargura y otros poblados más pequeños; hasta que el 14 de setiembre de 2000 se crea el distrito de Llochegua.

## Población
Según el censo 2017, la ciudad de Sivia tiene una población de 4,488 habitantes, mientras que la población del distrito alcanza los 11,915 habitantes. El incremento de la población de la capital, con respecto al censo de 2007, se debe a la migración proveniente de la zona andina debido a las mejores condiciones de vida que presenta el Valle del Río Apurimac y Ene, y la necesidad de mano de obra para el sector agrícola.